# インヴァソール
インヴァソール（インヴェイサー、Invasor）とはアルゼンチン生まれの競走馬である。2005年に無敗でウルグアイの三冠馬となり、その後はブリーダーズカップ・クラシックに勝つなど北アメリカで活躍した。馬名はスペイン語で「侵略者」の意。

## 戦績

### 出生
インヴァソールは2002年にアルゼンチンのクラウザン牧場（後のサンタイネス牧場）で生まれたサラブレッドである。父キャンディストライプスはブラッシンググルーム産駒の種牡馬、母ケンドムはアルゼンチン産の牝馬であった。馬体は鹿毛に覆われ、額に一点の星が入っていた。
2歳のときにインヴァソールはアルゼンチンに訪れていたパブロ・エルナンデスの3兄弟に目をつけられ、クラウザン牧場の所有者と交渉を行った。最初の提示額は米ドルにして25000ドルという額であったが、最終的には20000ドルで交渉は成立、インヴァソールはエルナンデスの兄弟に購入された。ウルグアイへ渡ったインヴァソールはマロナス競馬場に送られ、アニバル・サンマルティン調教師に預けられた。

### ウルグアイ時代
競走馬としてのデビュー戦は2005年2月のマロナス競馬場のメイドン（未勝利戦）で、現地のリーディングジョッキーであったグスタボ・デュアルテを背にしての初戦で初勝利を挙げた。デュアルテも同馬を気に入り、以後のウルグアイでの4戦中3戦にはデュアルテが騎乗した。
翌シーズン（2005年/2006年）は8月のエンサーヨ賞から始動すると、宇ポージャ・デ・ポトリーリョス大賞（ウルグアイ2000ギニー）を5馬身3/4差、宇ジョッキークラブ大賞を3馬身半差、11月には宇ナシオナル大賞（ウルグアイダービー）を6馬身半差でそれぞれ制し、11年ぶり21頭目のウルグアイ三冠馬となった。四冠目のホセ・ペドロ・ラミレス大賞は狙わず、140万ドルでシェイク・ハムダン所有のシャドウェルステーブルにトレードされ、アメリカ合衆国へ移籍した。

### アメリカ時代
年が明けて移籍初戦となったドバイ（アラブ首長国連邦）のUAEダービーはディスクリートキャットの4着に敗れたが、その後調教国である北米で出走すると再び連勝を続けた。ピムリコスペシャルハンデキャップ、サバーバンハンデキャップ、ホイットニーハンデキャップに勝ち、さらにはジョッキークラブゴールドカップステークスを熱発で回避する頓挫はあったもののブリーダーズカップ・クラシックでは単勝1番人気バーナーディニを差し切り（脚質の項を参照）優勝した。この活躍が評価され、2006年のワールド・サラブレッド・レースホース・ランキングでは129ポンドで世界1位となり、さらに同年のエクリプス賞年度代表馬に選出された。南米産馬が同賞の年度代表馬に選出されたのは史上初である。
2007年はドンハンデキャップから始動し、追い込んで快勝。続いてドバイワールドカップに出走すると、逃げるプレミアムタップとの一騎討ちを制し、勝利した。その後、サバーバンハンデキャップ連覇に向けて調整を行っていたが、調教中に右後脚首に故障を発症し、6月23日に引退を発表した。アメリカ合衆国時代の成績は7戦6勝。

### 競走成績
| 出走日         | 競馬場                 | 競走名                   | 格     | 距離   | 着順 | 騎手         | 着差      | 1着（2着）馬     |
| -------------- | ---------------------- | ------------------------ | ------ | ------ | ---- | ------------ | --------- | ---------------- |
| 2005年02月27日 | マロナス               | メイドン                 |        | D1100m | 1着  | G.デュアルテ | 6 3/4馬身 | （Lyon）         |
| 2005年08月07日 | マロナス               | エンサーヨ賞             | URU-G3 | D1500m | 1着  | G.デュアルテ | 2 1/2馬身 | （Vasco King）   |
| 2005年09月10日 | マロナス               | ポージャ・デ・ポトリロス | URU-G1 | D1600m | 1着  | F.オリヴァラ | 5 3/4馬身 | （Potri Flash）  |
| 2005年10月09日 | マロナス               | ジョッキークラブ大賞     | URU-G1 | D2000m | 1着  | G.デュアルテ | 3 1/2馬身 | （Potri Flash）  |
| 2005年11月13日 | マロナス               | ナシオナル大賞           | URU-G1 | D2500m | 1着  | G.デュアルテ | 6 1/2馬身 | （Potri Flash）  |
| 2006年03月25日 | ナドアルシバ           | UAEダービー              | G2     | D1800m | 4着  | R.ヒルズ     | 7馬身     | Discreet Cat     |
| 2006年05月19日 | ピムリコ               | ピムリコスペシャルH      | G1     | D9.5f  | 1着  | R.ドミンゲス | 1 1/4馬身 | （Wanderin Boy） |
| 2006年07月01日 | ベルモント             | サバーバンH              | G1     | D10f   | 1着  | F.ハラ       | 4 1/4馬身 | （Wild Desert）  |
| 2006年08月05日 | サラトガ               | ホイットニーH            | G1     | D9f    | 1着  | F.ハラ       | ハナ      | （Sun King）     |
| 2006年11月04日 | チャーチルダウンズ     | BCクラシック             | G1     | D10f   | 1着  | F.ハラ       | 1馬身     | （Bernardini）   |
| 2007年02月03日 | ガルフストリームパーク | ドンH                    | G1     | D9f    | 1着  | F.ハラ       | 2馬身     | （Hesanoldsalt） |
| 2007年03月31日 | ナドアルシバ           | ドバイワールドC          | G1     | D2000m | 1着  | F.ハラ       | 1 3/4馬身 | （Premium Tap）  |

※ウルグアイで出走したグループ制競走については国際セリ名簿基準書における国際格付けではないためURU-Gと表記した。なお、ウルグアイおよびアラブ首長国連邦はグループ制を、アメリカ合衆国はグレード制を使用している（競馬の競走格付けを参照）。

## 引退後
2008年からレキシントンのシャドウェルファームで種牡馬として供用される。初年度の種付け料は3万5000ドル（出生後）。
2011年に産駒がデビューしたものの、産駒の成績が振るわずに種付料は年々減少。2013年には前年の2万ドルから1/5となる4000ドルにまで激減した。
2015年の種付けシーズン終了後、現役生活前半を送ったウルグアイにあるクアトロ・ピエドラス牧場で、2017年までの3年契約でリース供用される。リース供用が決まった時点での4世代の産駒成績はG3勝ち馬1頭を含む4頭のステークスウィナーを出すにとどまった。

## 評価
- WTRR - 130（2006年）総合1位
- 2005年ウルグアイ三冠馬

### 年度代表馬
- 2005年 - ウルグアイ年度代表馬
- 2006年 - アメリカ年度代表馬、アメリカ最優秀古馬

## 血統表
| インヴァソールの血統（ブラッシンググルーム系／5代内アウトブリード） | インヴァソールの血統（ブラッシンググルーム系／5代内アウトブリード） | インヴァソールの血統（ブラッシンググルーム系／5代内アウトブリード） | （血統表の出典） | （血統表の出典） |
| 父 Candy Stripes 1982年 栗毛                                        | 父の父Blushing Groom 1974年 栗毛                                    | Red God                                                             | Nasrullah        | Nasrullah        |
| 父 Candy Stripes 1982年 栗毛                                        | 父の父Blushing Groom 1974年 栗毛                                    | Red God                                                             | Spring Run       |                  |
| 父 Candy Stripes 1982年 栗毛                                        | 父の父Blushing Groom 1974年 栗毛                                    | Runaway Bride                                                       | Wild Risk        | Wild Risk        |
| 父 Candy Stripes 1982年 栗毛                                        | 父の父Blushing Groom 1974年 栗毛                                    | Runaway Bride                                                       | Aimee            |                  |
| 父 Candy Stripes 1982年 栗毛                                        | 父の母*バブルカンパニー 1977年 栗毛                                 | Lyphard                                                             | Northern Dancer  | Northern Dancer  |
| 父 Candy Stripes 1982年 栗毛                                        | 父の母*バブルカンパニー 1977年 栗毛                                 | Lyphard                                                             | Goofed           |                  |
| 父 Candy Stripes 1982年 栗毛                                        | 父の母*バブルカンパニー 1977年 栗毛                                 | Prodice                                                             | Prominer         | Prominer         |
| 父 Candy Stripes 1982年 栗毛                                        | 父の母*バブルカンパニー 1977年 栗毛                                 | Prodice                                                             | Euridice         |                  |
| 母 Quendom 1997年 青毛                                              | 母の父Interprete 1988年 鹿毛                                        | Farnesio                                                            | Good Manners     | Good Manners     |
| 母 Quendom 1997年 青毛                                              | 母の父Interprete 1988年 鹿毛                                        | Farnesio                                                            | La Farnesina     |                  |
| 母 Quendom 1997年 青毛                                              | 母の父Interprete 1988年 鹿毛                                        | Inaccesible                                                         | Liloy            | Liloy            |
| 母 Quendom 1997年 青毛                                              | 母の父Interprete 1988年 鹿毛                                        | Inaccesible                                                         | Iliada           |                  |
| 母 Quendom 1997年 青毛                                              | 母の母Queen of Victory 1990年 黒鹿毛                                | Cipayo                                                              | Lacydon          | Lacydon          |
| 母 Quendom 1997年 青毛                                              | 母の母Queen of Victory 1990年 黒鹿毛                                | Cipayo                                                              | Tsarina          |                  |
| 母 Quendom 1997年 青毛                                              | 母の母Queen of Victory 1990年 黒鹿毛                                | Twitch Crown                                                        | Crown Thy Good   | Crown Thy Good   |
| 母 Quendom 1997年 青毛                                              | 母の母Queen of Victory 1990年 黒鹿毛                                | Twitch Crown                                                        | Twins F-No.14-c  |                  |

### 血統背景
父キャンディストライプスはプール・デッセ・デ・プーラン（フランス2000ギニー）2着の戦績を持つ馬で、同馬のほかに北米でLeroidesanimaux（アットマイル）、アルゼンチンでもGI勝ち馬を出している。ほか、キャンディライドの母の父でもある。父の半弟には天皇賞（秋）などGI2勝を挙げたバブルガムフェロー（父サンデーサイレンス）がいる。